# Trowulan

Plan du site de Trowulan. En haut à droite, on distingue la porte Wringin Lawang, en bas à droite, la porte Bajang Ratu.

Trowulan est un district d'Indonésie dans le kabupaten de Mojokerto, dans la province de Java oriental. On y trouve un site archéologique qui s'étend sur quelque 100 km². On pense que c'était là l'emplacement de la capitale du royaume de Majapahit.
Le Nagarakertagama, poème épique écrit en 1365 à la gloire du roi Hayam Wuruk, donne des descriptions du palais de Majapahit et de ses environs.
Les premières excavations avaient mis au jour des temples et autres lieux de culte. Des fouilles récentes ont révélé des vestiges d'activités artisanales, commerciales et religieuses, des zones d'habitation et des systèmes d'alimentation en eau, témoignant d'une population dense aux XIVe et XVe siècles.

## Galerie

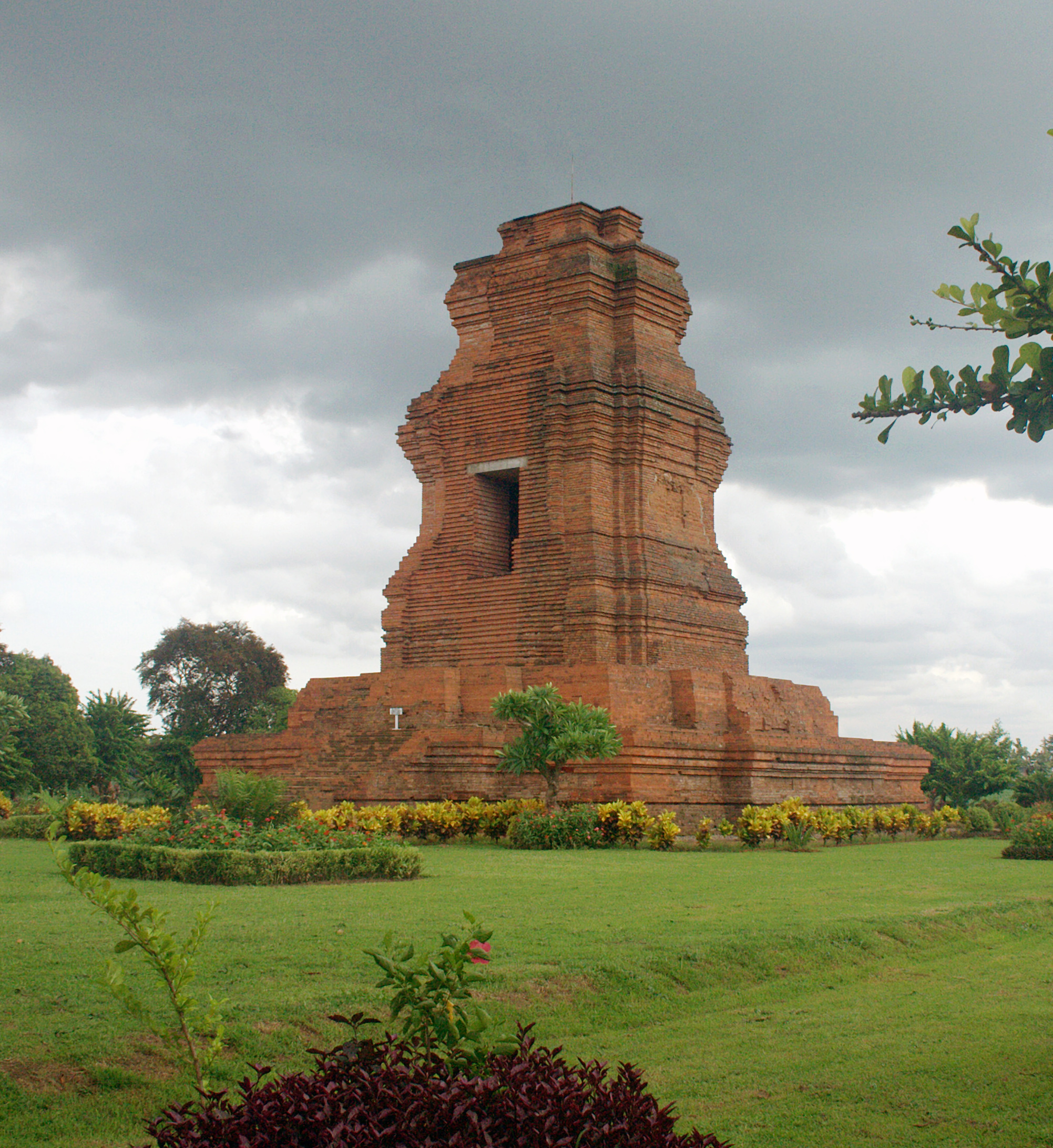
Le Candi Brahu
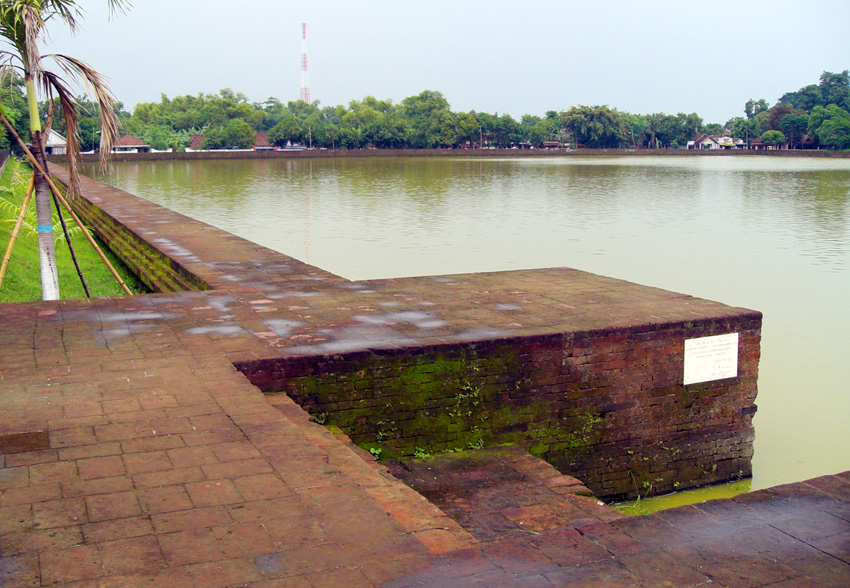
Le Segaran, un bassin de 375 m x 175 m
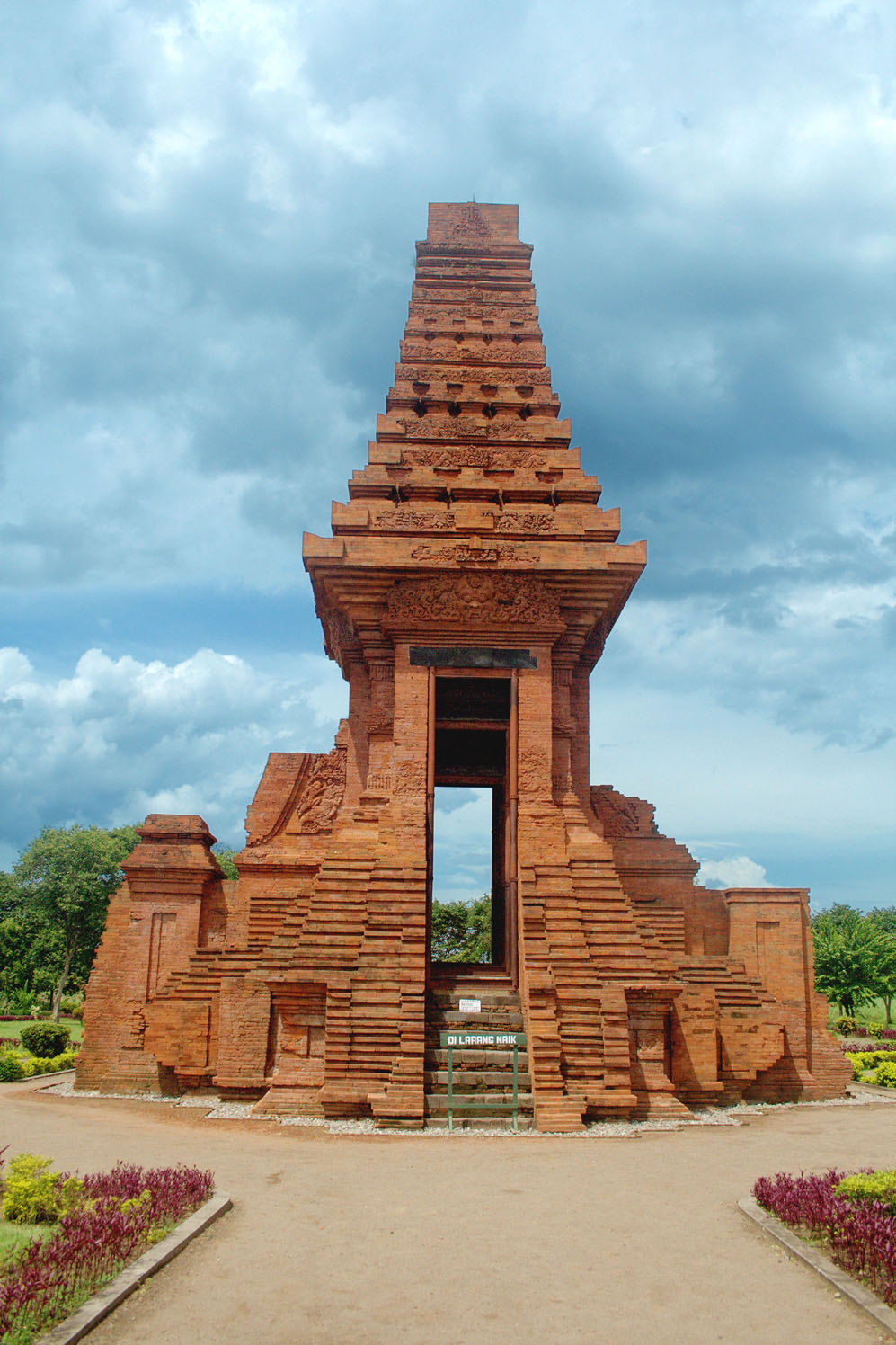
Le Gapura Bajang Ratu, dans l'est
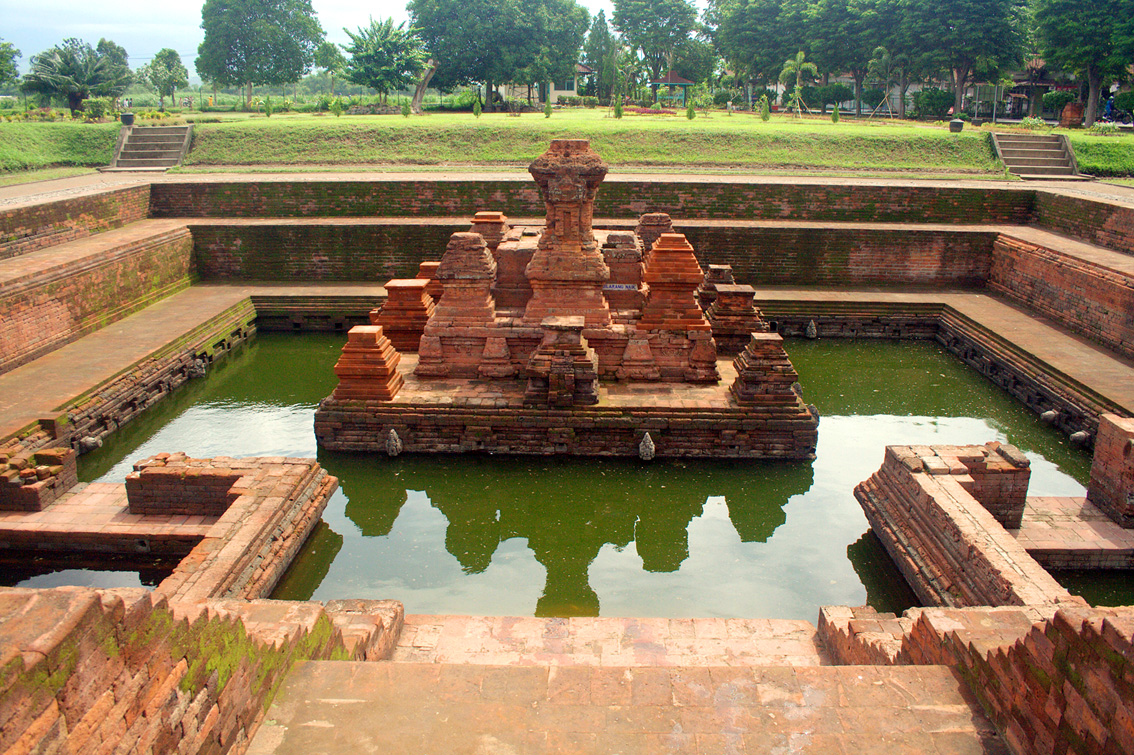
Le Candi Tikus
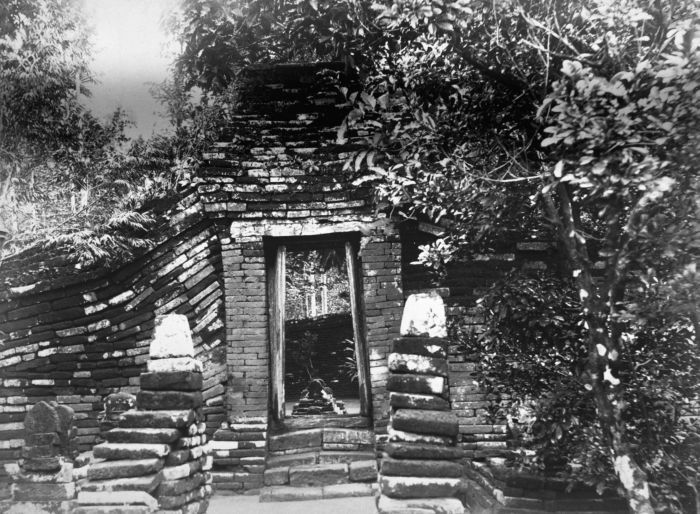
La tombe de la Putri Campa ("princesse du Champa") à Trowulan (photo prise en 1870-1900)